# 高捷成

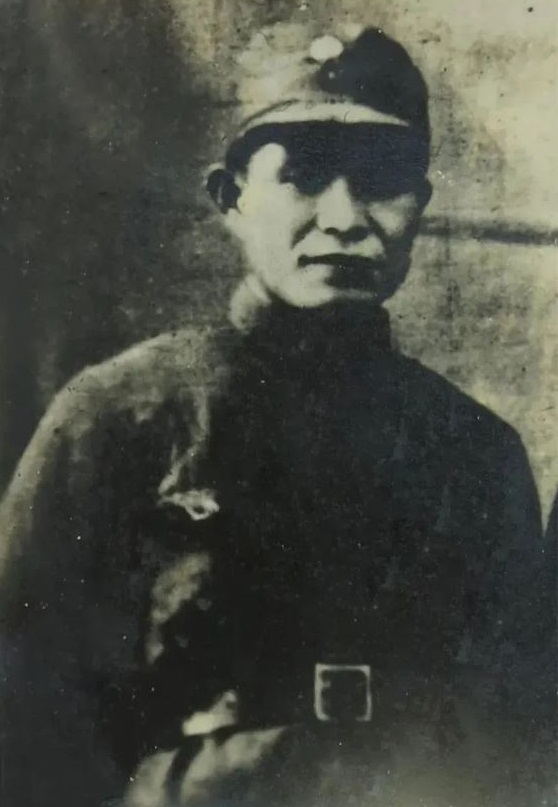
高捷成

高捷成（1909年9月17日—1943年5月14日），福建漳州市龙海人，冀南银行首任行长，晋冀鲁豫边区金融事业的奠基人，2014年入选第一批著名抗日英烈和英雄群体名录。